# Hvelreki
Albums de Ozark Henry
The Soft Machine
(2006)
Hvelreki est le 6e album studio du chanteur Ozark Henry (nom d'artiste de Piet Goddaer), sorti en 2010.
Hvelreki est une expression islandaise qui signifie littéralement "Puisse une grosse baleine échouer sur ta plage", c'est une formule utilisée pour souhaiter bonne chance.
L'album a été précédé par le single "This One's For You", sorti le 10 septembre 2010.

## Titres
1. "Out Of This World" – 4:49
2. "This One's For You"  – 3:50
3. "Eventide" – 5:13
4. "Godspeed" – 5:59
5. "Miss You When You're Here" – 3:34
6. "A Night Sea Journey" – 5:10
7. "Air And Fire" – 4:26
8. "Yours And Yours Only" – 5:50
9. "It's In The Air Tonight" – 5:03
10. "Hvelreki" – 4:20
11. "See The Lions" – 5:29
12. "No Hands" – 3:29 (uniquement sur l'édition limitée)
13. "Memento" – 5:04 (uniquement sur l'édition limitée)

## Sources
1. ↑  Les voyages d'Ozark Henry, par Thierry Coljon sur le site lesoir.be du 26 octobre 2010